# Anatolij Sadowski
Anatolij Wołodymyrowycz Sadowski, ukr. Анатолій Володимирович Садовський, ros. Анатолий Владимирович Садовский, Anatolij Władimirowicz Sadowski (ur. 4 czerwca?/17 czerwca 1916 w Jekaterynosławiu, zm. 5 kwietnia 1981) – ukraiński piłkarz, grający na pozycji pomocnika, trener piłkarski.

## Kariera piłkarska
W 1935 rozpoczął karierę piłkarską w drużynie Spartak Dniepropetrowsk. W 1937 został zaproszony do Stali Dniepropetrowsk. W 1940 bronił barw klubu Łokomotyw Piwdnia Kijów. W 1941 przeniósł się do Dynama Kijów, w którym występował do 1948. W 1949 przeszedł do Szachtara Donieck, w którym zakończył karierę piłkarza.

## Kariera trenerska
Po zakończeniu kariery piłkarza rozpoczął pracę szkoleniowca. W 1962 stał na czele klubu Awanhard Kramatorsk, a w 1963 przez pół roku prowadził Dnipro Krzemieńczuk.
5 kwietnia 1981 zmarł w wieku 64 lat.